# Oenopota subturgida
Oenopota subturgida é uma espécie de gastrópode do gênero Oenopota, pertencente a família Mangeliidae.